# District historique de Mormon Row
Le district historique de Mormon Row – ou Mormon Row Historic District en anglais – est un district historique du comté de Teton, dans le Wyoming, aux États-Unis. Situé au sein du parc national de Grand Teton, il est inscrit au Registre national des lieux historiques le 5 juin 1997.